# Lismore, Minnesota
Lismore är en ort i Nobles County i delstaten Minnesota, USA.